# Lelydorp
Lelydorp Suriname második legnagyobb városa a főváros, Paramaribo után, a Wanica körzet székhelye.
Eredeti neve Kofi Djompo volt, de az ország holland kormányzója, Cornelis Lely 1905-ben saját magáról nevezte el. Az eredeti név egy Kofi nevű maroon lázadó vezetőre utal, akit a hollandok elfogtak és lefejeztek. Fejét egy hajón egy póznára tűzték figyelmeztetésként a szökött rabszolgák számára, akik az erdőkben bujkáltak. Az elbeszélések szerint, amint a hajó a folyó közepére ért, a fej leesett a hajóról. 
Lelydorp inkább egy nagy falura, mint egy városra hasonlít. A legjelentősebb város Paramaribo and Zanderij között. Lakossága vegyes, jávaiak, kreolok, európaiak és portugál zsidók alkotják.